# Eugnesia fasciata
Eugnesia fasciata là một loài bướm đêm trong họ Geometridae.